# 川原礫
川原 礫（かわはら れき、1974年〈昭和49年〉8月17日 - ）は、日本の小説家。群馬県立高崎高等学校、青山学院大学卒業。群馬県高崎市出身。東京都練馬区在住。ストレートエッジ所属。

## 略歴
MMORPGの『ウルティマオンライン』と『ラグナロクオンライン』にハマり、長い時は1日12時間以上プレイし続ける生活を数年間続ける中で、ゲームで蓄積したもので1本小説を書き、あわよくばプロになろうという気持ちで作品を書き始めた。
2002年から九里史生（くのり ふみお）名義でオンライン小説を発表する。特に、同年11月から2008年7月まで自身のウェブサイトで連載していた『ソードアート・オンライン』シリーズで人気を博した。2007年には、小説投稿サイト『Arcadia』にて攻打引（せめだいん）名義で『超絶加速バースト・リンカー』を発表した。
2008年、『超絶加速バーストリンカー』を改題した『アクセル・ワールド』で第15回電撃小説大賞大賞を受賞し、2009年2月に同作品でデビュー。同年4月からは『ソードアート・オンライン』シリーズの刊行を開始した。
2011年10月には、アスキー・メディアワークス創立20周年記念作品と銘打ち、『アクセル・ワールド』と『ソードアート・オンライン』のアニメ化とゲーム化が発表された。2作品が同時並行でアニメ化されるのは異例とされる。2作品ともテレビアニメとなったうえ、『アクセル・ワールド』のテレビ放送版では作中バトルシーンの解説役アバター「ブリキ・ライター」の声優も務めた。
2012年12月、著作の累計発行部数が1000万部を突破。2009年2月のデビューから3年11か月での1000万部達成であり、電撃文庫の作家としては史上最速の記録となる。
2014年8月9日には『ソードアート・オンライン』シリーズが第15巻の発行分で国内累計発行部数1000万部を突破。さらに同年12月には『ソードアート・オンライン』シリーズの全世界での累計発行部数が1670万部を突破。
2017年には『ソードアート・オンライン』シリーズの全世界累計発行部数が2000万部を突破。翌年には2200万部を突破している。
また、『ソードアート・オンライン』シリーズの第1巻が電撃文庫初の国内単巻発行100万部を突破した。
デビュー以来隔月での刊行ペースを維持する傍ら、ウェブ上や同人誌での作品発表を継続している。
2017年2月18日に公開された『劇場版 ソードアート・オンライン ‐オーディナル・スケール‐』では、当作品の監督である伊藤智彦と共同で脚本を担当した。

## 人物
電撃文庫の編集者である三木一馬は、打ち合わせでは非常に腰の低い人物であるという印象を語っている。
Web連載時代より読者との交流に重きを置いており、またそのコミュニケーション手段の要となる自身のwebサイトには深い愛着を抱いている。著書の後書きや自身のサイトの掲示板などでも、しばしば「読者からの感想が無ければ連載は続けられず、出版にも至らなかっただろう」「掲示板に読者の皆さまが書いて下さる感想だけが心の支え。お金がモチベーションになっていたら書き続けられなかった」という旨のことを書き記している。
サイクリングを趣味としている。イラストも堪能であり、著作のカバー折り返しや同人誌などで自らイラストを描いている。これを活かし、作品のイメージをイラストレーターに伝える際にも、イメージをイラストにしてやり取りしている。
自身について、設定を次から次に後付けしてしまう悪癖があると述べている。
「ネット流行語100 2020」に入っていた「あんたはここでふゆと死ぬのよ」が何なのか気になって検索した事から、詳しく知る為にアプリゲーム『アイドルマスター シャイニーカラーズ』を始めた事が話題になった。休憩時間など、空いた時間にプレイしている。一番の推しはその言葉の元になった黛冬優子だが、ゲーム内に登場する色々なキャラも同様に好きである。

## 作品リスト
- アクセル・ワールド（『電撃文庫』、アスキー・メディアワークス、イラスト：HIMA、既刊28巻）
- ソードアート・オンライン（『電撃文庫』、アスキー・メディアワークス、イラスト：abec、既刊37巻〈本編28巻、外伝9巻〉）
- 絶対ナル孤独者（『電撃文庫』、アスキー・メディアワークス、イラスト：シメジ、既刊5巻）
- デモンズ・クレスト（『電撃文庫』、アスキー・メディアワークス、イラスト：堀口悠紀子、既刊3巻）

## 出演
アニメ
- アクセル・ワールド（ブリキ・ライター　2012年）

Webラジオ
- アクセル・ワールド 〜加速するラジオ〜（2013年1月28日 ゲスト）

ウェブ番組
- 川原礫チャンネル（ニコニコチャンネル・ニコニコ生放送、YouTube電撃文庫チャンネル 2020年11月 - レギュラー出演）

その他
- N高等学校・電撃×エンタメ授業講師（2016年 - ）[25]